# Liste des planètes mineures non numérotées découvertes en mai 2012
Pour un article plus général, voir Liste des planètes mineures non numérotées découvertes en 2012.
Pour un article plus général, voir Liste des planètes mineures.
Cet article dresse la liste des planètes mineures (astéroïdes, centaures, objets transneptuniens et assimilés) non numérotées découvertes en mai 2012 dans l'ordre de leur découverte.
Au 15 janvier 2025, 661 077 des 1 434 993 planètes mineures répertoriées par le Centre des planètes mineures ne sont pas encore numérotées, soit 46,07 %.

## Rappel concernant la désignation provisoire
La désignation provisoire indique l'ordre de découverte de ces objets. En effet, cette désignation est composée de l'année de découverte (par exemple 2012) suivie de la quinzaine (demi-mois) de découverte (p.e. A = 1-15 janvier) puis de l'ordre de découverte dans cette quinzaine. Cet ordre est indiqué par une lettre et éventuellement un chiffre comme suit : A pour la première découverte, B pour la deuxième, ..., Z pour la 25e (le I n'est pas utilisé pour éviter la confusion avec 1), A1 pour la 26e, B1 pour la 27e, etc. , Z1 pour la 50e, A2 pour la 51e, B2 pour la 52e, etc. L'ordre de la numérotation ne suit donc pas l'ordre alphanumérique. 2012 AA1 suit ainsi 2012 AZ et précède 2012 AB1.

## Liste

### Du1erau 15 mai
- 2012 JA
- 2012 JD
- 2012 JQ
- 2012 JU
- 2012 JD2
- 2012 JZ2
- 2012 JF3
- 2012 JG3
- 2012 JS3
- 2012 JW3
- 2012 JD4
- 2012 JK4
- 2012 JL4
- 2012 JM4
- 2012 JN4
- 2012 JO4
- 2012 JP4
- 2012 JQ4
- 2012 JR4
- 2012 JT4
- 2012 JU4
- 2012 JW4
- 2012 JC5
- 2012 JD5
- 2012 JG5
- 2012 JM5
- 2012 JV5
- 2012 JX5
- 2012 JY5
- 2012 JC6
- 2012 JD6
- 2012 JF6
- 2012 JT6
- 2012 JG7
- 2012 JQ7
- 2012 JH8
- 2012 JR8
- 2012 JT8
- 2012 JD9
- 2012 JJ9
- 2012 JV9
- 2012 JZ9
- 2012 JR10
- 2012 JU10
- 2012 JH11
- 2012 JM11
- 2012 JP11
- 2012 JS11
- 2012 JU11
- 2012 JV11
- 2012 JW11
- 2012 JX11
- 2012 JC12
- 2012 JE12
- 2012 JY12
- 2012 JP13
- 2012 JM14
- 2012 JP14
- 2012 JT14
- 2012 JV14
- 2012 JW14
- 2012 JE15
- 2012 JB16
- 2012 JC16
- 2012 JF17
- 2012 JH17
- 2012 JK17
- 2012 JR17
- 2012 JE18
- 2012 JJ18
- 2012 JQ18
- 2012 JX19
- 2012 JQ22
- 2012 JB23
- 2012 JL23
- 2012 JS24
- 2012 JC26
- 2012 JN26
- 2012 JR26
- 2012 JS26
- 2012 JV26
- 2012 JW26
- 2012 JX26
- 2012 JT27
- 2012 JU27
- 2012 JF28
- 2012 JP28
- 2012 JQ28
- 2012 JZ28
- 2012 JE29
- 2012 JK29
- 2012 JN29
- 2012 JU29
- 2012 JV29
- 2012 JC30
- 2012 JF30
- 2012 JG30
- 2012 JH30
- 2012 JD32
- 2012 JT32
- 2012 JV32
- 2012 JA33
- 2012 JD33
- 2012 JL33
- 2012 JP34
- 2012 JR34
- 2012 JG35
- 2012 JJ35
- 2012 JV35
- 2012 JX35
- 2012 JS36
- 2012 JJ37
- 2012 JZ37
- 2012 JC38
- 2012 JL38
- 2012 JV39
- 2012 JE40
- 2012 JV40
- 2012 JB41
- 2012 JG41
- 2012 JM41
- 2012 JU41
- 2012 JA42
- 2012 JC42
- 2012 JQ42
- 2012 JB43
- 2012 JO43
- 2012 JQ43
- 2012 JT43
- 2012 JW43
- 2012 JA44
- 2012 JR44
- 2012 JA45
- 2012 JT45
- 2012 JA46
- 2012 JR46
- 2012 JS46
- 2012 JV46
- 2012 JY46
- 2012 JA47
- 2012 JB47
- 2012 JH47
- 2012 JL47
- 2012 JV47
- 2012 JZ47
- 2012 JJ48
- 2012 JR48
- 2012 JU48
- 2012 JH49
- 2012 JP49
- 2012 JQ49
- 2012 JR49
- 2012 JA50
- 2012 JB50
- 2012 JF50
- 2012 JK50
- 2012 JL50
- 2012 JN50
- 2012 JT50
- 2012 JV50
- 2012 JY50
- 2012 JX51
- 2012 JY51
- 2012 JD52
- 2012 JE52
- 2012 JL52
- 2012 JR52
- 2012 JU52
- 2012 JX52
- 2012 JR53
- 2012 JA54
- 2012 JB54
- 2012 JL54
- 2012 JQ54
- 2012 JU54
- 2012 JY54
- 2012 JZ54
- 2012 JB55
- 2012 JD55
- 2012 JE55
- 2012 JF55
- 2012 JK55
- 2012 JS55
- 2012 JJ56
- 2012 JR56
- 2012 JU56
- 2012 JX56
- 2012 JZ56
- 2012 JA57
- 2012 JC57
- 2012 JD57
- 2012 JL57
- 2012 JN57
- 2012 JQ57
- 2012 JX57
- 2012 JQ58
- 2012 JT58
- 2012 JY58
- 2012 JC59
- 2012 JL59
- 2012 JO59
- 2012 JP59
- 2012 JT59
- 2012 JU59
- 2012 JZ59
- 2012 JO60
- 2012 JW60
- 2012 JZ60
- 2012 JA61
- 2012 JC61
- 2012 JD61
- 2012 JG61
- 2012 JL61
- 2012 JM61
- 2012 JA62
- 2012 JE62
- 2012 JH62
- 2012 JN62
- 2012 JR62
- 2012 JS62
- 2012 JT62
- 2012 JW62
- 2012 JD63
- 2012 JN63
- 2012 JO63
- 2012 JF64
- 2012 JJ64
- 2012 JQ64
- 2012 JF65
- 2012 JJ65
- 2012 JQ65
- 2012 JL66
- 2012 JM66
- 2012 JX66
- 2012 JL67
- 2012 JN67
- 2012 JQ67
- 2012 JR67
- 2012 JU67
- 2012 JX67
- 2012 JF68
- 2012 JH68
- 2012 JM68
- 2012 JN68
- 2012 JT68
- 2012 JV68
- 2012 JC69
- 2012 JE69
- 2012 JF69
- 2012 JG69
- 2012 JH69
- 2012 JJ69
- 2012 JK69
- 2012 JL69
- 2012 JM69
- 2012 JN69
- 2012 JO69
- 2012 JQ69
- 2012 JR69
- 2012 JZ69
- 2012 JC70
- 2012 JJ70
- 2012 JM70
- 2012 JN70
- 2012 JO70
- 2012 JQ70
- 2012 JS70
- 2012 JV70
- 2012 JX70
- 2012 JY70
- 2012 JC71
- 2012 JD71
- 2012 JE71
- 2012 JH71
- 2012 JJ71
- 2012 JL71
- 2012 JN71
- 2012 JO71
- 2012 JP71
- 2012 JV71
- 2012 JW71
- 2012 JX71
- 2012 JZ71
- 2012 JA72
- 2012 JE72
- 2012 JF72
- 2012 JG72
- 2012 JH72
- 2012 JM72
- 2012 JN72
- 2012 JO72
- 2012 JP72
- 2012 JR72
- 2012 JS72
- 2012 JT72
- 2012 JU72
- 2012 JV72
- 2012 JW72
- 2012 JX72
- 2012 JB73
- 2012 JC73
- 2012 JD73
- 2012 JE73
- 2012 JF73
- 2012 JH73
- 2012 JJ73
- 2012 JK73
- 2012 JL73
- 2012 JM73
- 2012 JN73
- 2012 JO73
- 2012 JP73
- 2012 JQ73
- 2012 JR73
- 2012 JS73
- 2012 JT73
- 2012 JU73
- 2012 JV73
- 2012 JW73
- 2012 JX73

### Du 16 au 31 mai
- 2012 KA
- 2012 KD
- 2012 KG
- 2012 KM
- 2012 KW
- 2012 KX
- 2012 KZ
- 2012 KD1
- 2012 KK1
- 2012 KL1
- 2012 KO1
- 2012 KR1
- 2012 KS1
- 2012 KW1
- 2012 KC2
- 2012 KD2
- 2012 KO2
- 2012 KF3
- 2012 KS3
- 2012 KV3
- 2012 KZ3
- 2012 KA4
- 2012 KB4
- 2012 KE4
- 2012 KG4
- 2012 KK4
- 2012 KL4
- 2012 KN4
- 2012 KO4
- 2012 KR4
- 2012 KX4
- 2012 KN5
- 2012 KV5
- 2012 KW5
- 2012 KB6
- 2012 KC6
- 2012 KD6
- 2012 KG6
- 2012 KJ6
- 2012 KK6
- 2012 KR6
- 2012 KV6
- 2012 KW6
- 2012 KX6
- 2012 KZ6
- 2012 KB7
- 2012 KC7
- 2012 KE7
- 2012 KL7
- 2012 KO7
- 2012 KQ7
- 2012 KR7
- 2012 KT7
- 2012 KX7
- 2012 KY7
- 2012 KB8
- 2012 KC8
- 2012 KJ8
- 2012 KP8
- 2012 KQ8
- 2012 KU8
- 2012 KH9
- 2012 KW9
- 2012 KE10
- 2012 KJ10
- 2012 KL10
- 2012 KO10
- 2012 KT10
- 2012 KW10
- 2012 KG11
- 2012 KK11
- 2012 KL11
- 2012 KM11
- 2012 KN11
- 2012 KO11
- 2012 KL12
- 2012 KM12
- 2012 KO12
- 2012 KS12
- 2012 KT12
- 2012 KU12
- 2012 KV12
- 2012 KW12
- 2012 KX12
- 2012 KY12
- 2012 KD13
- 2012 KQ13
- 2012 KA14
- 2012 KE14
- 2012 KK14
- 2012 KL14
- 2012 KM14
- 2012 KP14
- 2012 KZ14
- 2012 KJ15
- 2012 KQ15
- 2012 KR15
- 2012 KV15
- 2012 KJ16
- 2012 KL16
- 2012 KV16
- 2012 KX16
- 2012 KY16
- 2012 KZ16
- 2012 KP17
- 2012 KQ17
- 2012 KR17
- 2012 KC18
- 2012 KD18
- 2012 KE18
- 2012 KJ18
- 2012 KK18
- 2012 KL18
- 2012 KM18
- 2012 KN18
- 2012 KO18
- 2012 KG19
- 2012 KJ19
- 2012 KM19
- 2012 KO19
- 2012 KR19
- 2012 KT19
- 2012 KZ19
- 2012 KL20
- 2012 KM20
- 2012 KV20
- 2012 KA21
- 2012 KE21
- 2012 KF21
- 2012 KN21
- 2012 KR21
- 2012 KY21
- 2012 KB22
- 2012 KJ22
- 2012 KD23
- 2012 KQ23
- 2012 KG24
- 2012 KH24
- 2012 KP24
- 2012 KQ24
- 2012 KS24
- 2012 KU24
- 2012 KX24
- 2012 KE25
- 2012 KF25
- 2012 KR25
- 2012 KW25
- 2012 KZ25
- 2012 KC26
- 2012 KS26
- 2012 KT26
- 2012 KV26
- 2012 KY26
- 2012 KB27
- 2012 KE27
- 2012 KT27
- 2012 KZ27
- 2012 KF28
- 2012 KM28
- 2012 KN28
- 2012 KP28
- 2012 KX28
- 2012 KA29
- 2012 KB29
- 2012 KB30
- 2012 KM30
- 2012 KN30
- 2012 KP30
- 2012 KQ30
- 2012 KR30
- 2012 KT30
- 2012 KY30
- 2012 KB31
- 2012 KC31
- 2012 KT31
- 2012 KF32
- 2012 KG32
- 2012 KJ32
- 2012 KN32
- 2012 KU32
- 2012 KV32
- 2012 KW32
- 2012 KX32
- 2012 KZ32
- 2012 KP33
- 2012 KU33
- 2012 KW33
- 2012 KX33
- 2012 KZ33
- 2012 KB34
- 2012 KD34
- 2012 KJ34
- 2012 KN34
- 2012 KX34
- 2012 KF35
- 2012 KJ35
- 2012 KL35
- 2012 KR35
- 2012 KX35
- 2012 KM36
- 2012 KR36
- 2012 KU36
- 2012 KW36
- 2012 KZ36
- 2012 KD37
- 2012 KK37
- 2012 KQ37
- 2012 KS37
- 2012 KU37
- 2012 KX37
- 2012 KZ37
- 2012 KC38
- 2012 KE38
- 2012 KN38
- 2012 KT38
- 2012 KU38
- 2012 KB39
- 2012 KC39
- 2012 KJ39
- 2012 KL39
- 2012 KQ39
- 2012 KS39
- 2012 KT39
- 2012 KV40
- 2012 KX40
- 2012 KY40
- 2012 KB41
- 2012 KC41
- 2012 KF41
- 2012 KH41
- 2012 KL41
- 2012 KT41
- 2012 KX41
- 2012 KZ41
- 2012 KA42
- 2012 KT42
- 2012 KG43
- 2012 KV43
- 2012 KW43
- 2012 KY44
- 2012 KA45
- 2012 KB45
- 2012 KC45
- 2012 KH45
- 2012 KM45
- 2012 KX45
- 2012 KL48
- 2012 KN48
- 2012 KR48
- 2012 KW48
- 2012 KL49
- 2012 KS49
- 2012 KW49
- 2012 KV50
- 2012 KH51
- 2012 KS51
- 2012 KA52
- 2012 KH52
- 2012 KJ52
- 2012 KN52
- 2012 KR52
- 2012 KK53
- 2012 KP53
- 2012 KS53
- 2012 KU53
- 2012 KV53
- 2012 KY53
- 2012 KA54
- 2012 KG54
- 2012 KK54
- 2012 KL54
- 2012 KM54
- 2012 KO54
- 2012 KQ54
- 2012 KS54
- 2012 KU54
- 2012 KZ54
- 2012 KC55
- 2012 KD55
- 2012 KE55
- 2012 KG55
- 2012 KH55
- 2012 KJ55
- 2012 KK55
- 2012 KM55
- 2012 KO55
- 2012 KP55
- 2012 KR55
- 2012 KS55
- 2012 KV55
- 2012 KW55
- 2012 KX55
- 2012 KZ55
- 2012 KA56
- 2012 KC56
- 2012 KD56
- 2012 KE56
- 2012 KH56
- 2012 KJ56
- 2012 KK56
- 2012 KQ56
- 2012 KU56
- 2012 KW56
- 2012 KZ56
- 2012 KA57
- 2012 KD57
- 2012 KH57
- 2012 KK57
- 2012 KS57
- 2012 KT57
- 2012 KU57
- 2012 KV57
- 2012 KW57
- 2012 KX57
- 2012 KY57
- 2012 KZ57
- 2012 KA58
- 2012 KB58
- 2012 KC58
- 2012 KD58
- 2012 KF58
- 2012 KK58
- 2012 KL58
- 2012 KN58
- 2012 KP58
- 2012 KQ58
- 2012 KR58
- 2012 KT58
- 2012 KZ58
- 2012 KB59
- 2012 KC59
- 2012 KD59
- 2012 KE59
- 2012 KL59
- 2012 KM59
- 2012 KO59
- 2012 KR59
- 2012 KS59
- 2012 KU59
- 2012 KY59
- 2012 KZ59
- 2012 KF60
- 2012 KJ60
- 2012 KK60
- 2012 KL60
- 2012 KN60
- 2012 KP60
- 2012 KR60
- 2012 KS60
- 2012 KT60
- 2012 KV60
- 2012 KW60
- 2012 KX60
- 2012 KA61
- 2012 KC61
- 2012 KE61
- 2012 KF61
- 2012 KH61
- 2012 KJ61
- 2012 KK61
- 2012 KL61
- 2012 KM61
- 2012 KP61
- 2012 KQ61
- 2012 KR61
- 2012 KT61
- 2012 KZ61
- 2012 KA62
- 2012 KB62
- 2012 KC62
- 2012 KD62
- 2012 KF62
- 2012 KH62
- 2012 KK62
- 2012 KL62
- 2012 KP62
- 2012 KQ62
- 2012 KR62
- 2012 KV62
- 2012 KW62
- 2012 KX62
- 2012 KY62
- 2012 KA63
- 2012 KB63
- 2012 KD63
- 2012 KG63
- 2012 KH63
- 2012 KK63
- 2012 KN63
- 2012 KO63
- 2012 KP63
- 2012 KQ63
- 2012 KR63
- 2012 KS63
- 2012 KU63
- 2012 KV63
- 2012 KW63
- 2012 KY63
- 2012 KA64
- 2012 KB64
- 2012 KC64
- 2012 KD64
- 2012 KE64
- 2012 KF64
- 2012 KG64
- 2012 KH64
- 2012 KM64
- 2012 KO64
- 2012 KS64
- 2012 KT64
- 2012 KV64
- 2012 KW64
- 2012 KX64
- 2012 KY64
- 2012 KZ64
- 2012 KB65
- 2012 KC65
- 2012 KD65
- 2012 KE65
- 2012 KF65
- 2012 KG65
- 2012 KH65
- 2012 KJ65
- 2012 KK65
- 2012 KL65
- 2012 KM65
- 2012 KO65
- 2012 KP65
- 2012 KQ65
- 2012 KR65
- 2012 KS65
- 2012 KT65
- 2012 KU65
- 2012 KV65
- 2012 KW65
- 2012 KY65
- 2012 KZ65
- 2012 KA66
- 2012 KB66
- 2012 KC66
- 2012 KD66
- 2012 KG66
- 2012 KH66
- 2012 KJ66
- 2012 KK66
- 2012 KL66
- 2012 KM66
- 2012 KO66
- 2012 KP66
- 2012 KQ66
- 2012 KR66
- 2012 KS66
- 2012 KU66
- 2012 KV66
- 2012 KW66
- 2012 KX66
- 2012 KY66
- 2012 KZ66
- 2012 KA67
- 2012 KB67
- 2012 KC67
- 2012 KD67
- 2012 KE67